# オカメザクラ
オカメザクラ（オカメ、Prunus incamp cv. Okame）はバラ科サクラ属の落葉小低木でサクラの園芸品種である。

## 概説
イギリスの桜研究家であるコリングウッド・イングラムがカンヒザクラとマメザクラを交配して作出した。名前はおかめに由来する。
淡い紅色の一重咲き。花が下を向いているのが特徴である。早咲きで花期は2月下旬から3月上旬ごろ。地域によるがソメイヨシノより早くに開花する。
なお、京都の大報恩寺（千本釈迦堂）の阿亀桜（おかめざくら）は単独木に対する愛称である。品種としてはシダレザクラであり、本品種とは無関係である。
神奈川県小田原市根府川地区では本品種を中心に、桜の里作りで地域活性化に取り組んでおり、毎年根府川おかめ桜まつりが行われている。